# Південно-Латвійська бригада
Південно-Латвійська бригада або Окрема латвійська бригада була частиною латвійських військ Ландесверу, яка після перемоги в битві під Цесісом і Страздумуйзького перемир'я 15 липня 1919 року була об'єднана з Північно-Латвійською бригадою і Німецько-Балтійською внутрішньою гвардією, щоб сформувати Збройні сили Латвії. 

## Склад бригади в червні 1919 року
- 1-й Латвійський батальйон незалежності;
- 2-й батальйон "Цесіс";
- 3-й окремий студентський батальйон;
- 4-й Латвійський батальйон;
- 5-й Латвійський батальйон;
- 6-й латвійський батальйон;
- 7-й латвійський (шкільний) батальйон;
- 8-й батальйон "Пієбалґа";
- 9-й Батальйон Малієна;
- 1-й кавалерійський дивізіон (4 ескадрони);
- Інженерно-саперний батальйон;
- Артилерійська батарея (2 гармати);
- Авіаційна група (2 бойові літаки);
- Латгальський партизанський полк (4 роти);
- Верхньо-Курземський партизанський полк;